# 大崎義兼
大崎 義兼（おおさき よしかね）は、戦国時代の大名。室町幕府奥州探題。官位は従五位上・左京大夫。大崎氏9代当主。

## 略歴
大崎教兼の嫡男で8代当主・大崎政兼（まさかね、｢政｣字は8代将軍足利義政より偏諱を受けたもの）の子として誕生。幼名は彦三郎。
元服時に、9代将軍・足利義尚（義政の子）から偏諱（｢義｣の字）を受け、太刀を与えられた。長享2年（1488年）、大崎領内で反乱が起こると、一時的に伊達尚宗を頼って落ち延び、その援軍を受けて反乱を鎮圧するなど、当主としての力量に乏しい人物だった。
享禄2年（1529年）に死去。長男・高兼が家督を継いだ。
3男・直堅は、大崎満持の子・高清水持家から別れた高清水氏に婿入りしている（高清水定家（大崎教兼の子）の娘と結婚したか）。